# Histidin amonijačna lijaza
Histidin amonijačna lijaza (histidaza, histidinaza) je enzim koji je kod ljudi kodiran HAL genom. Histidaza konvertuje histidin u amonijak i urokansku kiselinu.

## Funkcija
Histidin amonijačna lijaza je citosolni enzim koji katalizuje prvu reakciju histidinskog katabolizma, neoksidativnu deaminaciju L-histidina do trans-urokanske kiseline.

## Patologija
Mutacije ovog gena su vezana za oboljenja histidinemija i urokanska acidurija.

## Literatura
- Suchi M, Harada N, Wada Y, Takagi Y (1993). „Molecular cloning of a cDNA encoding human histidase.”. Biochim. Biophys. Acta. 1216 (2): 293—5. PMID 7916645. doi:10.1016/0167-4781(93)90157-9.
- Davila S; Froeling FE; Tan A;  . (2010). „New genetic associations detected in a host response study to hepatitis B vaccine.”. Genes Immun. 11 (3): 232—8. PMID 20237496. doi:10.1038/gene.2010.1.
- Gerhard DS; Wagner L; Feingold EA;  . (2004). „The status, quality, and expansion of the NIH full-length cDNA project: the Mammalian Gene Collection (MGC).”. Genome Res. 14 (10B): 2121—7. PMC 528928 . PMID 15489334. doi:10.1101/gr.2596504.
- Eckhart L; Schmidt M; Mildner M;  . (2008). „Histidase expression in human epidermal keratinocytes: regulation by differentiation status and all-trans retinoic acid.”. J. Dermatol. Sci. 50 (3): 209—15. PMID 18280705. doi:10.1016/j.jdermsci.2007.12.009.
- Welsh MM; Karagas MR; Applebaum KM;  . (2008). „A role for ultraviolet radiation immunosuppression in non-melanoma skin cancer as evidenced by gene-environment interactions.”. Carcinogenesis. 29 (10): 1950—4. PMID 18641401. doi:10.1093/carcin/bgn160.
- Strausberg RL; Feingold EA; Grouse LH;  . (2002). „Generation and initial analysis of more than 15,000 full-length human and mouse cDNA sequences.”. Proc. Natl. Acad. Sci. U.S.A. 99 (26): 16899—903. PMC 139241 . PMID 12477932. doi:10.1073/pnas.242603899.
- Kawai Y; Moriyama A; Asai K;  . (2005). „Molecular characterization of histidinemia: identification of four missense mutations in the histidase gene.”. Hum. Genet. 116 (5): 340—6. PMID 15806399. doi:10.1007/s00439-004-1232-5.
- Taylor RG; García-Heras J; Sadler SJ;  . (1991). „Localization of histidase to human chromosome region 12q22----q24.1 and mouse chromosome region 10C2----D1.”. Cytogenet. Cell Genet. 56 (3-4): 178—81. PMID 2055114. doi:10.1159/000133082. soft hyphen character у |author2= на позицији 6 (помоћ)
- Alemán G; Ortíz V; Langley E;  . (2005). „Regulation by glucagon of the rat histidase gene promoter in cultured rat hepatocytes and human hepatoblastoma cells.”. Am. J. Physiol. Endocrinol. Metab. 289 (1): E172—9. PMID 15741241. doi:10.1152/ajpendo.00584.2004. soft hyphen character у |author2= на позицији 5 (помоћ)
- Nicholas C. Price; Lewis Stevens (1999). Fundamentals of Enzymology: The Cell and Molecular Biology of Catalytic Proteins (Third изд.). USA: Oxford University Press. ISBN 019850229X.
- Eric J. Toone (2006). Advances in Enzymology and Related Areas of Molecular Biology, Protein Evolution (Volume 75 изд.). Wiley-Interscience. ISBN 0471205036.
- Branden C; Tooze J. Introduction to Protein Structure. New York, NY: Garland Publishing. ISBN 0-8153-2305-0.
- Irwin H. Segel. Enzyme Kinetics: Behavior and Analysis of Rapid Equilibrium and Steady-State Enzyme Systems (Book 44 изд.). Wiley Classics Library. ISBN 0471303097.

## Spoljašnje veze
- Histidine+Ammonia-Lyase на 